# ياكوفليف ياك-58
ياكوفليف ياك-58 طائرة صغيرة متعددة المهام للنقل ولرجال الأعمال. تستخدم الطائرة محرك دافع ولديها ذيل توجيه مزدوج. كما أُنتجت الطائرة بكميات محدودة في نهاية 1990.

## التصميم والتطوير
بعد انهيار الاتحاد السوفيتي، وانتهاء العقود العسكرية، اضطر مكتب تصميم ياكوفليف للاتجاه لتصميم الطائرات المدنية من أجل أن يظل في سوق العمل.
كانت ياك-58 أول تصميم لهم بعد نهاية الاتحاد السوفيتي، و كانت طائرة نقل صغيرة متعددة الأغراض صُممت بحيث تجذب أكبر عدد ممكن من المشترين.
ياك-58 هي طائرة أحادية السطح  بترتيب دافع (المروحة الدافعة توضع في نهاية المحرك) ذات جناح منخفض ،واستخدمت محرك من النوع الشعاعي طراز فيدينيف إم14 بي تي وُضع في مؤخرة هيكل الطائرة، ليقود مروحة دافعة ذات ثلاث شفرات.
بدلا من استخدام ذيول التوجيه التقليدية، تم وضع الذيلين المتحركين مباشرة على الجناح، و تم وصلهما ببعضهما بسطح ذيل أفقي. كانت عجلات الهبوط قابلة للسحب و موضوعة بترتيب ثلاثي. كما وُضعت المقاعد للطيار و لخمس ركاب، مع إمكانية استبدال مقاعد الركاب بحمولة تزن 450 كجم .

## الاختبار
أجرى النموذج الأول من الطائرة أول رحله في  تبليسي, جورجيا في 26 كانون الأول / ديسمبر 1993، على الرغم من أن بعض المصادر أشارت أن أول رحلة لم تحدث حتى 17 نيسان / أبريل 1994.
تحطمت هذه الطائرة في حادث مميت في معرض برلين الجوي الدولي في 27 أيار / مايو 1994 ،  و حلق النموذج الثاني من الطائرة في 10 تشرين الأول / أكتوبر 1994.
في عام 1997 زعمت ياكوفليف أنها تلقت 250 طلبا لطائرة ياك-58-اس, من طراز الاستخبارات الإلكترونية و طراز استُبدل فيه المحرك الشعاعيبمحرك توربيني دافع.
لم يحدث أي إنتاج في تبليسي، لكن، بسبب مشاكل التمويل و المشاكل السياسية بين جورجيا و روسيا ، هدفت ياكوفليف إلى إعادة تشغيل المشروع في عام 2003 ، مع احتمالية إعادة الإنتاج إلى روسيا.

## مواصفات (ياك-58)

### مواصفات عامة
- طاقم الطائرة: فرد واحد (الطيار).
- السعة: 5 ركاب.
- الطول: 5.55 متر.
- مدى الجناح: 12.7 متر.
- الارتفاع: 3.16 متر.
- مساحة الجناح: 20 متر مربع.
- وزن الطائرة بدون حمولة: 1270 كجم.
- وزن الطائرة بحمولة: 2.125 كجم.
- المحرك: محرك واحد من النوع الشعاعي، طراز فيدينيف إم-14 بي تي، و تبلغ قدرته 360 حصان (269 كيلو وات).

### الأداء
- السرعة القصوى: 300 كم/ساعة.
- سرعة الطيران: 285 كم/ساعة.
- المدى: 1000 كم.
- سقف الخدمة: 4 كم.

### اقرأ أيضا
- Gordon, Yefim, Dmitry Komissarov and Sergey Komissarov. OKB Yakovlev: A History of the Design Bureau and its Aircraft. Hinkley, UK: Midland Publishing, 2005. ISBN 1-85780-203-9.
- Gunston, Bill and Yefim Gordon. Yakovlev Aircraft since 1924. London, UK: Putnam Aeronautical Books, 1997. ISBN 1-55750-978-6.
- "ILA '94 Show News: Crash deaths blight Berlin show opening". الطيران الدولي, 8–14 June 1994. p. 10.
- Taylor, Michael J. H. Brassey's World Aircraft & Systems Directory 1999/2000 Edition. London: Brassey's, 1999. ISBN 1-85753-245-7.

## وصلات خارجية
- الصفحة الرسمية